# Drapetis diversa
Drapetis diversa är en tvåvingeart som beskrevs av Axel Leonard Melander 1918. Drapetis diversa ingår i släktet Drapetis och familjen puckeldansflugor.
Artens utbredningsområde är New Mexico. Inga underarter finns listade i Catalogue of Life.